# باد هایلبرون
باد هایلبرون (به آلمانی: Bad Heilbrunn) یک شهر در آلمان است که در باد تولتس-ولفراتسهاوزن واقع شده‌است. باد هایلبرون ۳٬۷۱۵ نفر جمعیت دارد.